# New York Knicks 1949-1950
La stagione 1949-50 dei New York Knicks fu la 4ª nella NBA per la franchigia.
I New York Knicks arrivarono secondi nella Eastern Division con un record di 40-28. Nei play-off vinsero nella semifinale di division con i Washington Capitols (2-0), perdendo poi la finale di division con i Syracuse Nationals (2-1).

## Roster
| N°    | Naz.                   | Ruolo | Sportivo              | Anno | Alt. | Peso |
| ----- | ---------------------- | ----- | --------------------- | ---- | ---- | ---- |
| 4     | Stati Uniti (bandiera) | GA    | Carl Braun            | 1927 | 196  | 82   |
| 5     | Stati Uniti (bandiera) | A     | Paul Noel             | 1924 | 193  | 84   |
| 6     | Stati Uniti (bandiera) | AC    | Connie Simmons        | 1925 | 203  | 101  |
| 7     | Stati Uniti (bandiera) | G     | Ray Lumpp             | 1923 | 185  | 81   |
| 9     | Canada (bandiera)      | GA    | Ernie Vandeweghe      | 1928 | 191  | 88   |
| 10    | Stati Uniti (bandiera) | GA    | Tex Ritter            | 1924 | 188  | 84   |
| 11    | Stati Uniti (bandiera) | AC    | Harry Gallatin        | 1927 | 198  | 95   |
| 12-19 | Stati Uniti (bandiera) | A     | Vince Boryla          | 1927 | 196  | 95   |
| 14    | Stati Uniti (bandiera) | A     | Gene James            | 1925 | 193  | 82   |
| 15    | Stati Uniti (bandiera) | G     | Dick McGuire          | 1926 | 183  | 82   |
| 16    | Stati Uniti (bandiera) | G     | Harry Donovan         | 1926 | 188  | 82   |
| 17    | Stati Uniti (bandiera) | GA    | Butch van Breda Kolff | 1922 | 191  | 84   |
| 19    | Stati Uniti (bandiera) | A     | Ed Bartels            | 1925 | 196  | 88   |

## Staff tecnico
- Allenatore: Joe Lapchick